# Радфорд (Вірджинія)
Радфорд (англ. Radford) — незалежне місто в США,  в штаті Вірджинія. Населення — 16 070 осіб (2020).

## Географія
Радфорд розташований за координатами 37°7′12″ пн. ш. 80°33′25″ зх. д. / 37.12000° пн. ш. 80.55694° зх. д. ( 37.120036, -80.557048).  За даними Бюро перепису населення США в 2010 році місто мало площу 26,44 км², з яких 25,57 км² — суходіл та 0,87 км² — водойми.

## Демографія
Згідно з переписом 2010 року, у місті мешкало 16 408 осіб у 5990 домогосподарствах у складі 2496 родин. Густота населення становила 621 особа/км².  Було 6427 помешкань (243/км²).
Расовий склад населення:
| - 87,0 % — білих - 7,8 % — чорних або афроамериканців - 1,6 % — азіатів - 0,2 % — корінних американців - 1,0 % — осіб інших рас |

До двох чи більше рас належало 2,5 %. Іспаномовні складали 2,3 % від усіх жителів.
За віковим діапазоном населення розподілялося таким чином: 13,1 % — особи молодші 18 років, 78,5 % — особи у віці 18—64 років, 8,4 % — особи у віці 65 років та старші. Медіана віку мешканця становила 22,4 року. На 100 осіб жіночої статі у місті припадало 90,1 чоловіків;  на 100 жінок у віці від 18 років та старших — 87,7 чоловіків також старших 18 років.
Середній дохід на одне домашнє господарство  становив 43 891 долар США (медіана — 29 912), а середній дохід на одну сім'ю — 68 612 долари (медіана — 56 032). Медіана доходів становила 41 282 долари для чоловіків та 38 993 долари для жінок. За межею бідності перебувало 39,0 % осіб, у тому числі 15,0 % дітей у віці до 18 років та 15,7 % осіб у віці 65 років та старших.
Цивільне працевлаштоване населення становило 6797 осіб. Основні галузі зайнятості: освіта, охорона здоров'я та соціальна допомога — 31,3 %, мистецтво, розваги та відпочинок — 21,7 %, роздрібна торгівля — 14,4 %, виробництво — 10,5 %.